# یامانواوئه سوجی
یامانواوئه سوجی ((به ژاپنی: 山上宗二 Yamanoue Sōji); ۱ ژانویهٔ ۱۵۴۴ – ۱۹ مهٔ ۱۵۹۰) از اهالی  ساکای، اوساکا وی به مدت ۲۰ سال از شاگردان سن نو ریکیو، از استادان مراسم چای ژاپنی بود. وی شرح وقایعی بترتیب تاریخ در مورد تعلیمات سن نو ریکیو بنام یامانواوئه سوجی کی نوشته‌است.